# Komontorios
Komontorios (altgriechisch Κομοντὀριος) war ein keltischer Fürst im frühen 3. vorchristlichen Jahrhundert.
Nach der Niederlage der Kelten unter Brennos gegen die Griechen bei Delphi im Jahr 278 v. Chr. übernahm Komontorios die Führung über einen der Volkshaufen und führte diesen an den Hellespont in die Gegend um Byzantion. Statt aber nach Kleinasien überzusetzen, ließ er sein Volk in Thrakien sesshaft werden, vermutlich unter dem Eindruck einer Niederlage der Kelten bei Lysimacheia gegen Antigonos II. Gonatas im Jahr 277 v. Chr. Nachdem die lokalen thrakischen Völker unterworfen waren, gründete Komontorios mit Tylis eine Residenz seines keltischen Fürstentums und wurde deren erster König. Bereits er machte Byzantion den Kelten gegenüber tributpflichtig. Sein Nachfolger auf dem Thron von Tylis wurde Kauaros.